# Slag bij Köse Dağ
De Slag bij Köse Dağ vond plaats op 26 juni 1243. De Seltsjoeken van het Sultanaat van Rûm probeerden een invasie van de Mongolen tegen te houden, zonder succes.

## Achtergrond
Nadat de Mongolen in 1230 Perzië hadden veroverd, stuurde de sultan van de Seltsjoeken een vredesmissie en was bereid een tribuut te betalen. Na de dood van Ögedei Khan in 1241 ontstond er onder de Mongolen een troonstrijd en sultan Kaykhusraw II besliste om zijn schatting niet meer te betalen. Dit was zonder sterke man, de Mongoolse generaal Baiju gerekend. In de winter 1242-1243 veroverde hij de stad Erzurum en dreigde met een ultimatum.

## Slag
Met een groot leger, samengesteld uit zijn eigen manschappen, soldaten uit het Keizerrijk Trebizonde, westerse huurlingen, steun uit Georgië en Armeniërs, marcheerde sultan Kaykhusraw II richting het oosten. Baiju wachtte hen op.
Kaykhusraw II verwierp het voorstel van zijn ervaren commandanten om te wachten op de Mongoolse aanval. In plaats daarvan stuurde hij een troepenmacht van 20.000 man, geleid door onervaren commandanten, tegen het Mongoolse leger. Het Mongoolse leger deed alsof het zich terugtrok, keerde zich plots om, omsingelde het leger van de Seltsjoeken en versloeg het. Er brak paniek uit, commandanten en hun soldaten, waaronder Kaykhusraw II deserteerden en verlieten het slagveld. 

## Gevolgen
Het Sultanaat van Rûm, het Keizerrijk Trebizonde, het Koninkrijk Georgië en Cilicisch-Armenië werden vazalstaten van het Mongoolse Rijk.